# Anna Karina - Il volto della Nouvelle Vague
Anna Karina - Il volto della Nouvelle Vague è un mediometraggio del 1996 scritto e diretto da Armando Ceste che, attraverso un documentario-intervista ad Anna Karina, ricostruisce la sua storia personale legata al cinema francese degli anni sessanta di cui l'attrice danese, all'epoca, fu indiscussa musa.

## Distribuzione
Il film è stato presentato al TFF (Torino Film Festival) nella sezione Proposte 1996.